# Ossi i Wessi
Ossi je neslužbeno ime za stanovnike bivše DR Njemačke (istočne Njemačke), što je izvedenica od njemačke riječi ost, u značenju istok. 
Ova vlastita imenica se češće rabila od ujedinjenja Njemačke.
Wessi je, s druge strane, ime za stanovnike bivše SR Njemačke (Zapadne Njemačke).
Po nekima, oba izraza se smatra pomalo i pogrdnima. Postojanje ovih izraza se tumači kao odraz razlika u kulturama i mentalitetu dviju Njemačkâ. Većina Nijemaca smatra ove izraz kao neformalni naćin za brzo razlučiti dva dijela koji činu današnju Njemačku. 
Kod starijih Nijemaca, izraz, kao i pravljenje razlike postoji i dan-danas, kod mlađeg njemačko stanovništva (rođenog poslije ili malo prije ujedinjenja), to naglašavanje razlike je skoro izgubilo smisao. Razlog tome je i što su brojne obitelji iz istočne Njemačke odselile u zapadnonjemačke pokrajine, gdje su im poslije i djeca odrasla, zajedno s ostalom djecom iz zapadne Njemačke, tako da su od početka istovjetna kulturno.
Izraz se najprvo počeo gubiti u sjevernim dijelovima Njemačke, gdje je stanovništvo potjecalo od iste kulturološke skupine i prije 1945., tako da nije mogao postojati slučaj da ih se prepoznaje po različitom naglasku, po čemu, primjerice, se prepoznaje južnije Nijemce. Povećanjem broja ljudi koji su odlazili raditi u zapadnu Njemačku, izraz se je vrlo brzo izgubio iz javne uporabe u tim dijelovima Njemačke.